# Live.04
Live.04 – czwarta koncertowa płyta grupy Isis. Jest pierwszym wydawnictwem zbierającym utwory z różnych koncertów. Oprócz pierwszego utworu "Gentle Time" wszystkie pozostałe pochodzą z nieprofesjonalnych nagrań bootlegowych.

## Lista utworów
1. "Gentle Time" (radio WMBR, Boston - 2001) - 08:54
2. "Glisten" (The Troubadour, Los Angeles - 5 listopada 2005) - 06:57
3. "CFT" (CBGB's, Nowy Jork - 26 sierpnia 2001) - 08:02
4. "Celestial" (CBGB's, Nowy Jork - 26 sierpnia 2001) - 10:50
5. "Improv I / Endless Nameless" (The Rotunda, Filadelfia - 7 czerwca 2001) - 08:01
6. "False Light" (The Middle East Upstairs, Boston - 17 września 2002) - 08:30
7. "Weight" (The Troubadour, Los Angeles - 5 listopada 2005) - 12:25

## Twórcy
- Aaron Turner - wokal, gitara elektryczna
- Jeff Caxide - gitara basowa
- Bryant Clifford Meyer - elektronika, gitara elektryczna
- Michael Gallagher - gitara elektryczna
- Aaron Harris - perkusja
- Justin Chancellor - gitara basowa w utworze "Weight"
- Troy Ziegler - djembe w utworze "Weight"